# Grmovškov dom pod Veliko Kopo
Grmovškov dom pod Veliko Kopo – schronisko turystyczne na Pohorju w Słowenii. 

## Opis
Grmovškowe schronisko pod Veliką Kopą leży w skrajnie zachodniej i najwyższej części Pohorja, która łączy Mislinjską i Drawską dolinę. Schronisko pod Kopą zostało wybudowane i otwarte 7. listopada 1937 i stało się ważnym punktem wycieczek i sportów zimowych. Schronisko zostało spalone w nocy z 8. na 9. października 1942. Działacze górscy wybudowali nowe i na uroczyste otwarcie wybrali 1. lipca 1947, jednak zostało trzy dni przed otwarciem spalone. mimo wszystkich trudności pracowici górołazi schronisko pod Kopą wybudowali jeszcze trzeci raz i je 4. lipca 1954 otwarli. Obecną nazwę nosi na cześć wieloletniego, zasłużonego prezesa PD (Towarzystwa Górskiego) Slovenj Gradec Miloša Grmovška. Zarządza nim PD Slovenj Gradec.
Schronisko jest stale otwarte. Od listopada do maja nie zapewnia noclegów. W pokojach 2-, 3-, 4- i 5-osobowych jest 68 miejsc, toalety są na piętrach (osobno męskie i żeńskie na każdym piętrze). Do dyspozycji jest jadalnia, pokój myśliwski z kominkiem, centralne ogrzewanie, prąd, telefon.

## Widok
Z Velikiej Kopy, drugiego najwyższego szczytu Pohorja (1541) otwiera nam się widok na wszystkie strony. W pobliżu są obszerne nartostrady i wyciągi. Na wschód i północny wschód przy czystym powietrzu otwiera nam się cały grzbiet Pohorja aż do Mariboru, na północ Alpy austriackie, na zachodniej i południowej stronie Mislinjska dolina ze Slovenj Gradcem, na zachodzie Peca, Olševa, Uršlja gora, Raduha, na południowo-zachodniej stronie Velenje, Alpy Kamińsko-Sawińskie, Menina planina, Golte.

## Dostop
Samochód:  do Grmovškovego schroniska można się dostać droga asfaltową ze Slovenj Gradca (16 km)
Pieszo: z Dovžów 2,30h, ze Šmartna 3h, ze Slovenj Gradca 3,30h, z Vuhredu 4h, z Vuzenicy przez Sv. Antona na Pohorju 4,30h.

## Szlaki
- Schronisko pod Kremžarjevim vrhem (1102 m) 2h 30 min,
- schronisko Planinc 1h 30 min,
- Ribniška koča 1h 15m,
- Rogla 4h
- Velika Kopa 30 min,
- Črni vrh 1 h.